# 客家黄酒
客家黄酒，又称客家娘酒，在客家地区又俗称“老酒”、“黄酒”，有别于江南的黄酒。喝黄酒是客家人的普遍习俗，在喜庆节日更是用此款待宾朋。

## 传统制法
在客家地区，传统的客家黄酒制作流程，仍流传于一些主妇手中：将研碎的“酒饼”（曲药）和冷开水，均匀的撒在焖熟、已冷却的糯米饭上，倒进酒缸中发酵，密封保温，每天入适量古井水，如此三日，即见酒井中之酒酿。最后，滤出米酒液入小瓮，加入红曲，封以草皮，埋入火堆中，炙上几个小时。